# Latois suturalis
Latois suturalis är en insektsart som först beskrevs av Victor Antoine Signoret 1860.  Latois suturalis ingår i släktet Latois och familjen Flatidae. Inga underarter finns listade i Catalogue of Life.